# Prefixos do Sistema Internacional de Unidades

Países que adotam oficialmente o Sistema Internacional de Unidades (em verde)

O Sistema Internacional de Unidades (SI) especifica um conjunto prefixos de unidade conhecidos como prefixos SI ou prefixos métricos. Um prefixo SI é um nome que precede uma unidade de medida para indicar um múltiplo ou submúltiplo da unidade. Cada prefixo tem um símbolo único que é colocado à frente do símbolo da unidade. Os prefixos SI são padronizados pelo Bureau Internacional de Pesos e Medidas em resoluções datando de 1960 a 2022. Sua utilização não se limita às unidades SI e muitos deles remontam à introdução do sistema métrico em 1790. Em novembro de 2022, quatro novos prefixos foram adotados pela Conferência Geral de Pesos e Medidas, sendo eles: quecto-, ronto-, ronna- e quetta-.
Os prefixos SI são usados para reduzir o número de zeros mostrado em quantidades numéricas antes ou depois do ponto decimal. Por exemplo, uma corrente elétrica de 0.000000001ampere, ou um bilionésimo (escala curta) de um ampere, é escrita usando o prefixo SI nano como 1 nanoampere ou 1 nA.

## Lista de prefixos do SI
O Sistema Internacional de Unidades especifica vinte e quatro prefixos:
| Prefixo  | Prefixo | Base 10 | Decimal     | Adoção |
| Nome     | Símbolo | Base 10 | Decimal     | Adoção |
| -------- | ------- | ------- | ----------- | ------ |
| quetta   | Q       | 1030    | 1000        | 2022   |
| ronna    | R       | 1027    | 1000        | 2022   |
| yotta    | Y       | 1024    | 1000        | 1991   |
| zetta    | Z       | 1021    | 1000        | 1991   |
| exa      | E       | 1018    | 1000        | 1975   |
| peta     | P       | 1015    | 1000        | 1975   |
| tera     | T       | 1012    | 1000        | 1960   |
| giga     | G       | 109     | 1000        | 1960   |
| mega     | M       | 106     | 1000        | 1873   |
| quilo    | k       | 103     | 1000        | 1795   |
| hecto    | h       | 102     | 100         | 1795   |
| deca     | da      | 101     | 10          | 1795   |
| —        | —       | 100     | 1           | —      |
| deci     | d       | 10−1    | 0,1         | 1795   |
| centi    | c       | 10−2    | 0,01        | 1795   |
| milli    | m       | 10−3    | 0,001       | 1795   |
| micro    | μ       | 10−6    | 0,000001    | 1873   |
| nano     | n       | 10−9    | 0,000000001 | 1960   |
| pico     | p       | 10−12   | 0,000000001 | 1960   |
| femto    | f       | 10−15   | 0,000000001 | 1964   |
| atto     | a       | 10−18   | 0,000000001 | 1964   |
| zepto    | z       | 10−21   | 0,000000001 | 1991   |
| yocto    | y       | 10−24   | 0,000000001 | 1991   |
| ronto    | r       | 10−27   | 0,000000001 | 2022   |
| quecto   | q       | 10−30   | 0,000000001 | 2022   |
| Notas 1. |         |         |             |        |

### Exemplos
- 5 cm = 5×10−2 m = 5×0.01m = 0.05m
- 3 MW = 3×106 W = 3×1000000W = 3000000W

## Uso geral dos nomes de prefixo e os símbolos
Cada prefixo SI possui um nome e um símbolo que pode ser usado em combinação com o símbolo da unidade de medida. Assim, o símbolo "quilo-", k, pode ser usado para produzir km, kg, e kW (quilômetro, quilograma e quilowatt). Além disso, os prefixos podem ser utilizados em combinação com unidades não SI, como, por exemplo, miligauss (mG), quilopés (kft) e micropolegadas (µin).
Entretanto, os prefixos não podem ser utilizados em combinação, e isto se aplica até mesmo para massa, cuja unidade básica SI, o quilograma, já contém um prefixo (k ou quilo). Assim o miligrama (mg) é usado em vez do microquilograma (µkg), por exemplo.
Recomenda-se também o uso de prefixos que correspondam a expoentes divisíveis por três. Assim, usamos "100 m", em vez de "1 hm" (hectômetro) ou "10 dam" (decametros). Os prefixos "não triplos" (hecto-, deca-, deci-, e centi-) são usados mais comumente fora das ciências, no dia-a-dia.

## Prefixos SI com símbolos para tempo e ângulos
A política de uso destes prefixos varia um pouco se considerarmos o Bureau Internacional de Pesos e Medidas (BIPM) e o National Institute of Standards and Technology (NIST), e algumas das políticas dos dois organismos são diferentes da prática comum. Por exemplo, o NIST recomenda que "...para evitar confusões, os símbolos de prefixos (e prefixos) não devem ser usados com símbolos de unidades de tempo min (minuto), h (hora), d (dia), nem com símbolos relacionados a ângulos ° (grau), ′ (minuto), and  ″ (segundo)." A posição do BIPM no uso de prefixos de SI com unidades de tempo maiores que o segundo é igual à do NIST, mas a posição em relação a ângulos é diferente; eles afirmam que 'os astrônomos usam miliarcosegundos, denotado como mas, e microarcosegundo, µas, que eles usam como unidades para ângulos muito pequenos."

## Prefixos SI para temperatura em °C
A política oficial também varia para as práticas comuns para temperaturas medidas em graus Celsius (°C). O NIST estabelece que "símbolos de prefixos podem ser usados com o símbolo de unidade °C e prefixos podem ser usados com o nome de unidade 'graus Celsius'. Por exemplo 12 m°C (12 miligraus Celsius) é aceitável". Entretanto o uso de formas prefixadas de "°C", como "µ°C", não foram adotadas na ciência e engenharia. As formas prefixadas do kelvin são usadas no lugar.

## Exponenciação de símbolos
Quando as unidades ocorrem em exponenciação, por exemplo, nas formas quadrada e cúbica, qualquer prefixo de tamanho é considerada parte da unidade, e assim incluído na exponenciação.
- 1km² significa um quilômetro quadrado ou o tamanho de um quadrado de 1000 m por 1000 m.
- 2Mm3 significa dois megametros cúbicos ou o tamanho de dois cubos de 1000000m por 1000000m por 1000000m ou 2×1018 m3.